# Sojoez 35
Sojoez 35 (ook: 11753) was een Russische bemande ruimtevlucht uit 1980. Missiedoel was een koppeling met ruimtestation Saljoet 6. De bemanning vestigde een nieuw duurrecord, dat echter niet officieel erkend werd. Reden was de regel, dat het oude record met minimaal 10% diende te worden verbeterd. Op deze missie namen waarnemingen van de Aarde en smeltproeven met de "Splav" en "Kristall" ovens een belangrijke plaats in. Daarnaast ontving men diverse malen bezoek van vrachtschepen en buitenlandse kosmonauten.

## Bemanning
De tweekoppige bemanning voor deze vlucht bestond uit gezagvoerder luitenant-kolonel Leonid Popov en boordwerktuigkundige Valeri Rjoemin. Deze Sojoez woog 6570 kg. Rjoemin keerde na een lang verblijf in Saljoet 6 terug met Sojoez 34. Het was zeker niet de bedoeling dat hij nogmaals op zo'n lange missie werd ingedeeld. Echter de oorspronkelijke metgezel van Popov, Valentin Lebedev overkwam een ongeluk tijdens de training. Tijdens het trampolinespringen liep hij een knieblessure op. De vluchtleiding had dringend behoefte aan een plaatsvervanger die al wegwijs was met de technische systemen aan boord. Er stonden diverse onderhoudswerkzaamheden op het programma. Rjoemin was de logische eerste keus als vervanger. Hij was Popovs en Lebedevs instructeur die hen op de grond vertrouwd maakte met het station. De vluchtleiding hoefde daarom niet lang na te denken; hij "...kende het station beter dan ieder ander...". Bovendien vormde dit een uitgelezen kans voor het medisch team om onderzoek naar langdurig verblijf in de ruimte voort te zetten. Voor Rjoemin betekende het zijn derde missie, Popov maakte zijn eerste vlucht.  

## Vluchtverloop

### Lancering en koppeling
Sojoez 35 werd gelanceerd op 9 april 1980 met een Sojoez draagraket vanaf Tjoeratam te Bajkonoer. De capsule kwam in een baan met een apogeum van 315 km, een perigeum van 276 km en een omlooptijd van 90,3 minuten. De inclinatie bedroeg 51,62° bij een excentriciteit van 0,00292. Een dag later meerde het toestel aan bij Saljoet 6. Dit vloog sinds augustus 1979 onbemand rond. Sojoez 35 koppelde aan het voorste luik; aan de achterste wachtte een onbemand vrachtschip hun komst af. De Progress 8 arriveerde al op 29 maart en het eerste karwei voor de kosmonauten bestond uit het overladen van vracht.

### Eerste werkzaamheden
Het ruimtestation verkeerde in redelijke conditie; wel waren sommige patrijspoorten ondoorzichtig en vertoonden talloze putjes, veroorzaakt door micrometeorieten en ruimtepuin. De eerste twee weken waren de kosmonauten zoet met het op orde brengen van de boordsystemen en uitvoeren van kleinere reparaties. Zo maakten ze het station gereed voor een langdurig verblijf. Rjoemin wende vlugger aan gewichtloosheid dan tijdens zijn twee voorgaande missies; ook Popov wende er sneller aan dan verwacht. Artsen maakten bekend, dat het duo speciale manchetten droeg, die hun bloed op meer gangbare wijze over het lichaam verdeelden.

### Vrachtschepen uitladen
De klokken aan boord synchroniseerden ze met die in het vluchtleidingscentrum, installeerden een nieuwe 80 kg zware accu, vervingen twee gedeelten van de standregeling voor de zonnepanelen en één component van het waterrecyclingsysteem. De Sovjet-Unie gaf de samenstelling van de lading van het vrachtschip niet prijs, maar luchtverversers, een controlepaneel, gedeelten van de temperatuurregeling en de nieuwe accu maakten hier hoogstwaarschijnlijk deel van uit. Verder pompten ze lucht over naar de Saljoet en installeerden een nieuw waarschuwingssysteem.
Op 15 april was alle vracht overgeladen; vervolgens stouwde de bemanning het vrachtschip vol afval. Op 24 april ontstak het zijn motoren en bracht het station in een hogere baan, om voortijdige terugkeer in de atmosfeer te voorkomen. Een dag later vertrok Progress 8 en verbrandde bij terugkeer in de dampkring. Progress 9 stond al klaar en bereikte Saljoet 6 op 29 april. Dit was vooral een bevoorradingsvlucht voor de vluchten van Sojoez 36 en Sojoez T-2. Deze transporteerde een nieuwe motor voor de "Biogravistat" proef die de bemanning al had opgezet en voerde tevens post, voedsel, kleding, stofverzamelaars, films, reserveonderdelen, gereedschappen, water en lucht aan. De eersten serie vluchten met Progress verliepen voorspoedig; daarom probeerde men weer iets nieuws met het uittesten van "Rodnik". Dit systeem pompte 180 kg water naar het station over. Tijdens voorgaande vluchten ging dit aanzienlijk omslachtiger. De kosmonauten moesten tot dan ieder vaatje met 5 kg water afzonderlijk naar het station overbrengen en in de opslagruimte zetten. Met het "Lotus" apparaat zocht men naar betere methoden om uit polyurethaanschuim vervaardigd constructiemateriaal te verkrijgen.
Verder bracht Progress 9 nieuwe, kleinere luchtverversers, die minder aanvullende koolstofdioxide absorptie nodig hadden. De Sovjets weigerden de precieze werking te onthullen, maar verduidelijkten wel de praktische technische problemen die ermee samenhingen. De juiste zuurstof/koolstofdioxide-balans in het station was lastig te handhaven. Niet alleen omdat de lucht voortdurend werd ververst, maar het overschot aan CO2 moest eveneens worden gefilterd. De Sovjet-Unie zocht de oplossing in een gesloten biologische systeem aan boord en voerde al veel proeven met chlorella uit. Maar sommige problemen hierbij bleken zeer hardnekkig.
Op 16 mei ontbrandden de motoren van Progress 9 om de baan van het station nogmaals op te krikken; op 20 mei maakte het vrachtschip zich los. Op 22 mei wijzigde Saljoet 6 zijn baan met behulp van de motoren van Sojoez 35. Intussen namen de eerste experimenten in materiaalkunde een aanvang. In "Malakhit", een miniatuurkas, kweekte de bemanning orchideeën. Volgens perscommuniqués diende dit niet alleen de wetenschap, maar tevens het welbevinden van de bemanning.

### Sojoez 36
De eerste gasten dienden zich aan met de koppeling van Sojoez 36. Valeri Koebasov arriveerde met de Hongaar Bertalan Farkas. Het betrof een vlucht uit het Interkosmosprogramma. Bevriende landen vaardigden een kosmonaut af die een week in het station vertoefde. De Hongaar nam een container met Hongaarse lekkernijen mee. Deze woog 8 kg, dus de transportkosten van die paar lekkere hapjes bedroegen minstens duizenden dollars.
De vier bemanningsleden voerden gezamenlijk 21 experimenten uit. Drie daarvan betroffen de mogelijke productie van interferon in de ruimte. Verdere proefnemingen vonden plaats op het gebied van materiaalkunde en fotografie van de Aarde door de MKF-6M camera. Een groot aantal van deze proeven kwam door samenwerking tussen Hongaarse geleerden en Sovjet wetenschappers tot stand.
Koebasov en Farkas namen afscheid op 3 juni. Ze keerden niet terug met hun eigen capsule, maar gebruikten Sojoez 35. Zo beschikte de stationsbemanning over een relatief nieuw schip. Ze vloog een dag later het toestel om naar de voorkant, zodat de achterste koppelaansluiting weer beschikbaar kwam voor bezoekende schepen.

### Sojoez T-2
Op 6 juni kwamen de volgende bezoekers. Het betrof hier de eerste bemande proefvlucht van de nieuwe type capsule, de Sojoez T. De Sojoez T-2 bracht Joeri Malysjev en Vladimir Aksjonov naar het station. Ze bleven niet lang en keerden al op 9 juni huiswaarts: in het algemeen duren de eerste testvluchten met nieuwe bemande ruimtevaartuigen slechts kort.

### Experimenten & nieuwe vrachtvlucht
Nadat Malysjev en Aksjonov vertrokken, hadden Popov en Rjoemin eindelijk tijd voor hun eigen experimenten. Ze voerden een vier dagen durende studie naar de Aarde uit. Gedurende die tijd fotografeerden ze grote delen van de midden- en zuidelijke gedeelten van zowel Hongarije als de Sovjet-Unie. Bovendien gingen ze verder met materiaalproeven en plantengroei in de ruimte.
Op 1 juli ontvingen ze nogmaals voorraden via Progress 10. Officieel vervoerde deze "verbruiksgoederen en nog wat andere vracht"; de lading bestond uit voedsel, brandstof en uitrusting, waaronder een kleuren-tv die de zwart-witte verving, bandopnamen met muziek en een polaroidcamera. Terwijl het tweetal de vracht overlaadde, voerden ze met "Isparitel" proeven uit om diverse materialen te voorzien van coatings. Deze uitrusting bevond zich in de luchtsluis. Popov en Rjoemin demonteerden die apparatuur om plaats te maken voor de "Splav" oven. Een tankbeurt was noodzakelijk, aangezien tijdens reparatie en opnieuw inregelen van het "Cascad" standregelsysteem het station erg veel brandstof verbruikte. Op 17 juli ontkoppelde Progress 10 om plaats te maken voor nieuwe gasten. De volgende Interkosmosvlucht stond op de rol.

### Nogmaals bezoek
Op 24 juli meerden Viktor Gorbatko en Phạm Tuân aan met Sojoez 37. Tuân was afkomstig uit Vietnam. Die hielden zich bezig met het opsporen van natuurlijke hulpbronnen, de "Halong" materiaalproeven en biomedisch onderzoek. Met name azolla, een voor Vietnam inheemse varensoort, stond in de belangstelling; deze bood misschien aanknopingspunten voor het eerder genoemde gesloten biologisch systeem voor klimaatbeheersing. Verder observeerden ze de dampkring om meer kennis op te doen over tropische cyclonen. Volgens de Sovjets luidde hun taakomschrijving: "...praktische problemen op het gebied van ruimtegeneeskunde en biologie, ruimtetechnologie, het in kaart brengen van het land- en wateroppervlak...". Op 31 juli keerden Gorbatko en Tuân met Sojoez 36 naar de Aarde terug. Sojoez 37 vloog nu naar de voorste koppelaansluiting.

### Zwakke punten in het ontwerp
De experimenten kabbelden voort en Popov en Rjoemin testten verscheidene manieren om het station te richten, zowel in het zonlicht als in de duisternis. Na een koerscorrectie op 5 september maakten de Russen bekend, dat men de mogelijkheden van wijziging in de samenstelling van de atmosfeer in Saljoet 6 bekeek. Westerse deskundigen viel iets anders op. De bemanning keek tevens hoe onderhoud mogelijk was aan "Cascad" (standregeling). Dit suggereerde aanhoudende technische problemen met het systeem. Op 12 september verving ze ventilatoren, die een zwak punt in het ontwerp vormden. Die produceerden al na korte tijd een meer dan irritante herrie en moesten daarom regelmatig worden vervangen. Vier dagen later verrichtte ze een motortest. De reservemotor van het station was al twee jaar niet gebruikt. De resultaten van deze test maakte de Sovjet-Unie echter niet bekend.

### Sojoez 38
Met de aankomst van Sojoez 38 op 19 september boden Popov en Rjoemin voor de laatste maal onderdak aan gasten. Die genoten een week van hun gastvrijheid en keerden op 26 september naar de Aarde terug. Ook dit was een Interkosmosvlucht, ditmaal was het de beurt aan Cuba. Gezagvoerder Joeri Romanenko kende het station als zijn broekzak: hij vertoefde twee jaar daarvoor enige maanden in Saljoet 6. Hij merkte op, dat er twee ton aan uitrusting was vervangen, maar voor de rest het station nog dezelfde aanblik bood. De Cubaan Arnaldo Tamayo Méndez vergezelde hem. Ze koppelden in volslagen duisternis, slechts de lampen van hun vaartuig waren voor Popov en Rjoemin waarneembaar. Rjoemin filmde de ontbranding van de hoofdmotor van Sojoez 38.
Één Cubaans wetenschappelijk experiment (holografie) was niet tijdig gereed en ging pas met Sojoez T-3 omhoog. Twee proeven betreffende materiaalverwerking gebruikten suiker. Het was de eerste keer dat monokristallen van organische oorsprong (sacharose) in de ruimte groeiden. Met behulp van het "Cortex" instrument maakte men elektro-encefalogrammen (EEG's). In totaal verrichtte men 27 experimenten (15 gezamenlijk), waaronder opsporen van delfstoffen op Cubaans grondgebied en intercellulaire processen van snel groeiend gist. Het biomedisch onderzoek onderwierp hersenfuncties, bloedsomloop, werking van de ogen en andere effecten van gewichtloosheid aan een nadere blik. 
Op 26 september vlogen Romanenko en Mendez weg in hun eigen schip. Voor de buitenwacht werd zo duidelijk dat het niet lang meer duurde, voor de stationsbemanning zelf huiswaarts zou keren.

### Record verbroken, laatste vrachtvlucht

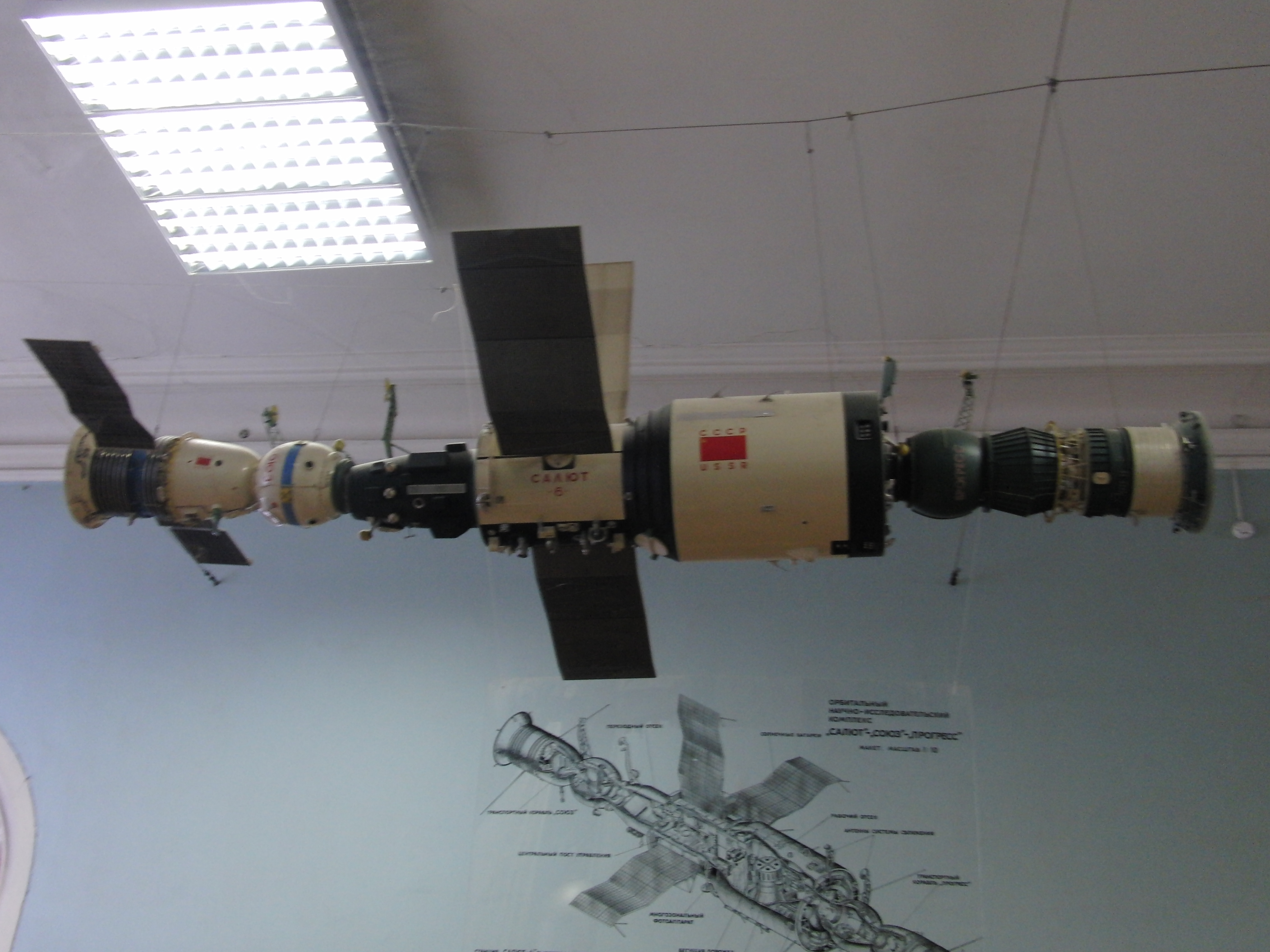
Model van Saljoet 6, met links een Sojoez T pendel, rechts een Progress vrachtschip. Het oudere type Sojoez beschikte niet over zonnepanelen

Op 28 september koos Progress 11 het luchtruim, op 29 september bevond Saljoet 6 zich drie jaar in de ruimte. Het had 700 miljoen kilometer op de teller staan en draaide 17.000 maal om de Aarde. Op 30 september koppelde Progress 11 op commando van de stationsbemanning en op 1 oktober verbraken Popov en Rjoemin het ruimteduurrecord. Op 6 oktober was alle vracht overgebracht. De bemanning begon met de voorbereidingen voor terugkeer. Hun missie liep ten einde. Maar het bloed kroop waar het niet gaan kon. Twintig minuten voor ze in Sojoez 37 stapten namen ze voor de laatste maal de camera ter hand om opnamen van de Aarde te maken. Overigens lieten ze het station netjes achter.

## Terugkeer
Popov en Rjoemin keerden naar de Aarde terug op 11 oktober 1980 in Sojoez 37. Ze voerden een geslaagde landing uit en kwamen op 180 km zuidoostelijk van Jezqazğan neer. Het duo verbleef 184 dagen, 20 uur en 11 minuten in de ruimte en trok 2917 baantjes rond de Aarde. Het bergingsteam had een groots welkom voor hen in petto. Dit record zou flink gevierd worden.
De medische staf onderwierp hen beiden aan een nader onderzoek en concludeerde dat de bemanning de lange periode van gewichtloosheid goed doorstond. Doktoren verklaarden dat "...er geen onomkeerbare processen in het menselijk lichaam plaatsvonden in gewichtloze omstandigheden...".
Binnen 24 uur na landing maakten beiden al een wandeling van 1500 stappen in een half uur. Hun polsslag steeg met 15 tot 20 slagen. Een geplande persconferentie van twintig minuten liep uit tot een uur. Persmensen gaven aan, dat de bemanning graag met hen van gedachten wisselde en alert reageerde op gemaakte grappen. Het tweetal vertolkte eensgezind de mening, dat 185 dagen zeker niet de uiterste grens voor een verblijf in de ruimte vormde. Door de gewichtloosheid groeiden beiden 3 cm, dit effect was tijdelijk. Beiden kwamen aan: Popov werd ± 3 kilo zwaarder, zijn metgezel ruim 4½ kg. Op 15 oktober speelden ze al een potje tennis. 
Al met al leverde deze missie 3500 foto's van de Aarde en 40.000 spectra van de atmosfeer en het aardoppervlak op. Daarnaast bracht Sojoez 37 100 stalen van 70 materiaalproeven mee terug. Zo'n 400 organisaties in de Sovjet-Unie toonden interesse in de resultaten. Zo'n 25% van de tijd aan boord besteedde men aan reparaties en preventief onderhoud. Het vaakst verving men de kabels van de draagbare tv-camera, de headsets en ventilatoren.
Rjoemin maakte hierna nog één vlucht, Popov twee.

## Trivia
- Op 19 juli richtte de bemanning zich tot het grote publiek, toen ze in beeld verscheen op de scoreborden tijdens de Olympische Spelen in Moskou. Ze wensten de aanwezige atleten een goede start.

- Hun artsen waren op zeker moment niet over het tweetal te spreken. De loopband en fiets-ergometer dienden om in goede conditie te blijven en de bemanning gebruikte deze intensief. De loopband ging op 15 juni kapot en reparatie vereiste demontage van veel bouten, dus veel tijd. Beide kosmonauten liepen daarom met een grote boog om dit minder aangename karweitje heen. Na enige dagen kreeg de medische staf er genoeg van dat ze de herstelling voor zich uit schoven. Het smokkelen (lees: achterwege laten) van gymnastiekoefeningen had zijn weerslag op hun lichamelijke conditie. Doktoren vermaanden Popov en Rjoemin daarom haast te maken met de reparatie.

- Rjoemin verklaarde na de vlucht, dat zij iedere vierde dag vrijstelling van gym kregen. Dit bleek geen nadelige invloed op het aanpassingsvermogen aan zwaartekracht te hebben. Wel had de dag vrijaf een gunstige psychologische uitwerking.

- Er zat een lange tijdspanne tussen Progress 10 en 11. Vervelend, want op den duur leverde het afval (dat normaliter de vrachtschepen afvoerden) problemen op. Via een kleine sluiskamer sluisde de bemanning medio augustus diverse afvalcontainers uit, die Westerse volgstations meteen opmerkten.

- Toen de bemanning knoeide en 2½ liter water door Saljoet 6 zweefde, loste ze dit op een originele manier op. Het water zweefde in één grote druppel en de mannen posteerden zich aan weerszijden. Daarna slurpten ze het vocht naar binnen.

1 ·
2 ·
3 ·
4 ·
5 ·
6 ·
7 ·
8 ·
9 ·
10 ·
11 ·
12 ·
13 ·
14 ·
15 ·
16 ·
17 ·
18A ·
18 ·
19 ·
20 ·
21 ·
22 ·
23 ·
24 ·
25 ·
26 ·
27 ·
28 ·
29 ·
30 ·
31 ·
32 ·
33 ·
34 · 
35 ·
36 ·
37 ·
38 ·
39 ·
40

T-1 ·  
T-2 ·
T-3 ·
T-4 ·
T-5 · 
T-6 ·
T-7 · 
T-8 ·
T-9 · 
T-10-1 ·
T-10 · 
T-11 ·
T-12 · 
T-13 ·
T-14 · 
T-15